# Juegos Mediterráneos de 2005
Los XV Juegos Mediterráneos se celebraron en la ciudad española de Almería del 24 de junio al 3 de julio de 2005, bajo la denominación de Almería 2005.
Participaron veintiún países mediterráneos y hubo un total de doscientos cincuenta y ocho competiciones repartidas en veinticinco deportes.
Amar Addadi, presidente del comité de los Juegos, llegó a considerarlos como los mejores Juegos Mediterráneos de la historia.

## Introducción
Los Juegos del Mediterráneo son un evento multideportivo, al igual que los Juegos Olímpicos (aunque en una escala más pequeña), con la participación exclusiva de los países que tengan costas con el Mar Mediterráneo, lo que involucra a países de Europa, África y Asia. Los Juegos se iniciaron en 1951 y se celebran cada cuatro años. La idea de celebrar los Juegos Mediterráneos fue idea de Muhammed Taher Pacha, que era el presidente del Comité Olímpico de Egipto y el vicepresidente del Comité Olímpico Internacional (COI). Esta idea se planteó en una reunión durante los Juegos Olímpicos de Londres 1948. Según él, los Juegos "fueron diseñados específicamente para reunir a los países musulmanes y europeos que rodean la cuenca del Mediterráneo" para promover la comprensión a través de la competición deportiva.
La primera edición de los Juegos Mediterráneos se celebró en la ciudad egipcia de Alejandría en 1951, atrayendo a 734 competidores de 10 naciones. A las mujeres no se les permitió competir. España fue sede de los Juegos por primera vez en en 1955 en Barcelona, la segunda edición de los Juegos. Cincuenta años más tarde, otra ciudad española, Almería, fue sede de los Juegos.

## Organización

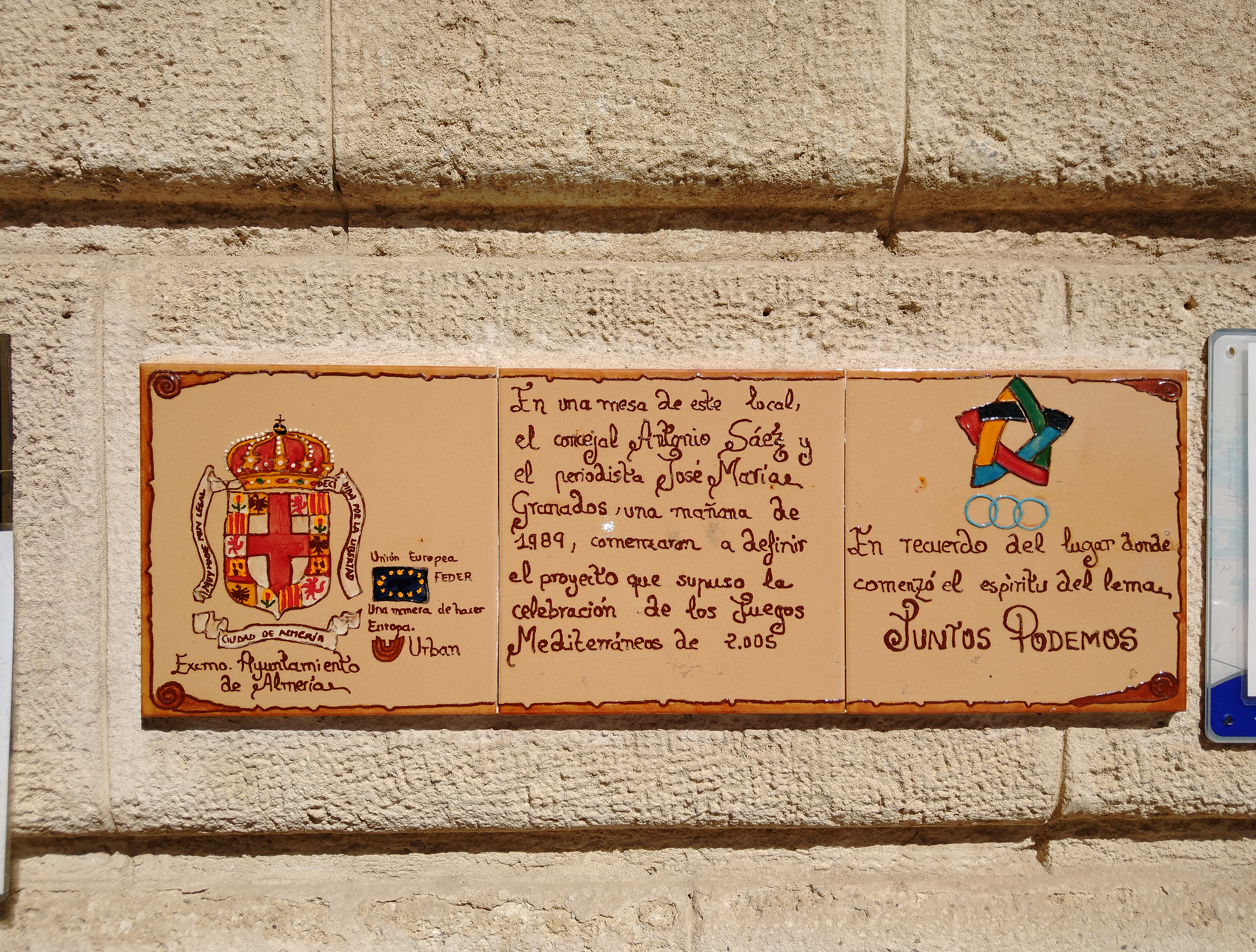
Una placa conmemorativa recuerda desde 2013 el bar donde se gestó la primera idea sobre Almería 2005.

La primera idea de la ciudad de Almería para presentar su candidatura a alojar unos Juegos Mediterráneos data de 1990. Con la cercanía de la celebración de los Juegos Olímpicos de 1992 en Barcelona, se planteó llevar a Almería un evento con una repercusión similar. En un encuentro informal entre un miembro del ayuntamiento y otro de la prensa local, se plasmó este planteamiento sobre una servilleta.
El siguiente gran paso adelante ocurrió en 1995, cuando se formó la asociación Almería 2005, que buscaba la promoción de Almería como candidata, recogiendo apoyos de diferentes organizaciones oficiales, tales como el Comité Olímpico Español, el Parlamento Andaluz y el Senado de España. Así el 14 de mayo de 1997, el COE presenta oficialmente la candidatura de Almería a albergar los Juegos Mediterráneos de 2005.

### Elección de la sede

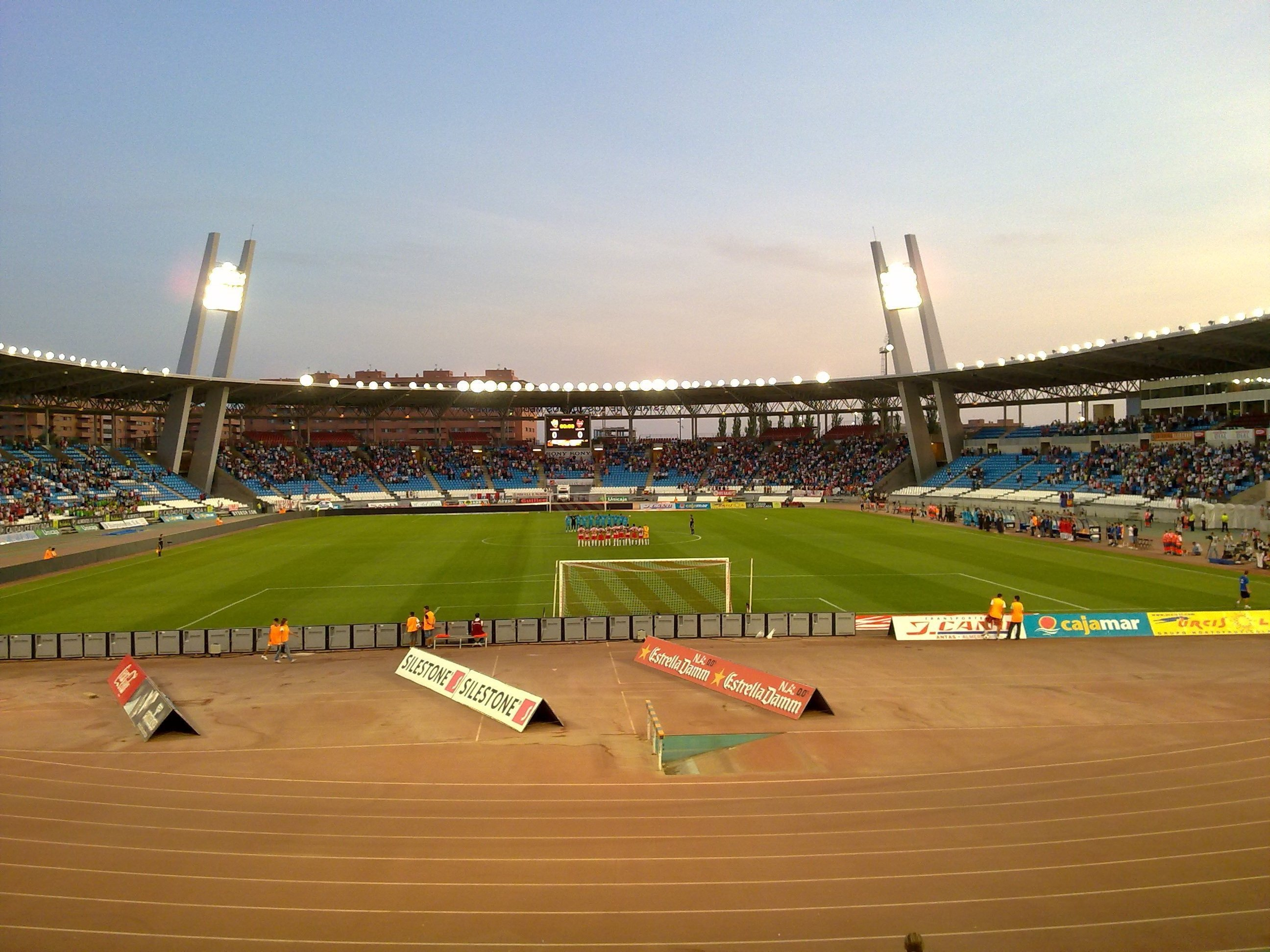
Estadio de los Juegos Mediterráneos.

El 28 de abril de 1999 el CIJM eligió la candidatura de la ciudad de Almería por encima de la presentada por la urbe croata de Rijeka, cuya candidatura fue rechazada por tercera ocasión. El anuncio fue realizado por su presidente Claude Collard en Túnez, sede de la edición inmediatamente anterior. A partir de este momento, la anteriormente citada asociación Almería 2005 se convirtió en el Comité Organizador Almería 2005. En 2001 comenzarían las obras de construcción de nuevos complejos deportivos y las reformas de los ya existentes.

### Sedes
Los juegos contaron con una sede central en la ciudad de Almería, seis subsedes deportivas en Cuevas del Almanzora (piragüismo y remo), El Ejido (baloncesto y fútbol), Gádor (tiro), Huércal de Almería (lucha y tenis), Roquetas de Mar (balonmano, tenis de mesa, esgrima y fútbol) y Vícar (balonmano y fútbol); así como dos subsedes culturales en Adra y Vera.

### Villa Mediterránea
Para albergar a los deportistas, jueces y periodistas, se planeó la construcción de una Villa Mediterránea, a semejanza de una villa olímpica, junto a hoteles, un campo de golf, un hospital, un edificio polivalente y recogida automatizada de residuos. El resultado fue la construcción de la urbanización de El Toyo, que después de los Juegos, sería usada como urbanización turística con amplias zonas verdes y baja densidad de construcciones. Se eligieron unos terrenos en los que se abandonó el uso agrícola a las afueras de la capital, a poniente de la ya existente urbanización de Retamar, y con una buena comunicación con el aeropuerto. De esta parcela, una sección de 55 521 m² iríaa destinada a la construcción de 351 viviendas distribuidas en 19 bloques, que fueron ya previamente vendidas a particulares antes de la celebración de los juegos.

### Ceremonia de inauguración
Para la ceremonia de inauguración se contrató a la afamada compañía de teatro La Fura dels Baus, que preparó un espectáculo dirigido por Pep Gatell, basado en la representación del Mar Mediterráneo como nexo de unión entre culturas, partiendo de la base de la representación de las diferentes culturas ancestrales que vivieron en las tierras de lo que hoy es Almería, al que se tituló Almariyat Bayana. La ceremonia contó además con más de 1300 voluntarios, de los que unos 900 eran niños de varios colegios almerienses. También participaron artistas tales como Tomatito, Niño Josele, Carmen Linares y Joan Manuel Serrat, y fue presidida por Juan Carlos I.

## Calendario
| ● | Ceremonia de apertura | ● | Competición | ● | Final | ● | Ceremonia de clausura |

|                         | Fecha | Fecha | Fecha | Fecha | Fecha | Fecha | Fecha | Fecha | Fecha | Fecha | Fecha |
| Deporte                 | 23/06 | 24/06 | 25/06 | 26/06 | 27/06 | 28/06 | 29/06 | 30/06 | 01/07 | 02/07 | 03/07 |
| ----------------------- | ----- | ----- | ----- | ----- | ----- | ----- | ----- | ----- | ----- | ----- | ----- |
| Ceremonia de apertura   |       | ●     |       |       |       |       |       |       |       |       | ●     |
| Atletismo (45)          |       |       |       |       |       |       | ●     | ●     | ●     | ●     |       |
| Atletismo adaptado      |       |       | ●     | ●     |       |       |       | ●     |       |       |       |
| Baloncesto (2)          |       | ●     | ●     | ●     | ●     | ●     | ●     | ●     | ●     |       |       |
| Balonmano (2)           |       |       | ●     | ●     | ●     | ●     | ●     | ●     | ●     | ●     |       |
| Boxeo (11)              |       |       |       |       | ●     | ●     | ●     | ●     | ●     | ●     |       |
| Ciclismo (2)            |       |       |       |       |       |       | ●     |       |       | ●     |       |
| Esgrima (5)             |       |       | ●     | ●     | ●     |       |       |       |       |       |       |
| Fútbol(1)               | ●     |       | ●     |       | ●     |       | ●     |       | ●     |       | ●     |
| Gimnasia artística (14) |       |       | ●     | ●     | ●     | ●     |       |       |       |       |       |
| Gimnasia rítmica (1)    |       |       |       |       |       |       |       |       | ●     | ●     |       |
| Golf (4)                |       |       |       |       | ●     | ●     | ●     | ●     |       |       |       |
| Halterofilia (13)       |       |       | ●     | ●     | ●     | ●     | ●     | ●     |       |       |       |
| Hípica (2)              |       |       |       |       |       |       | ●     |       | ●     |       |       |
| Judo (14)               |       |       |       |       |       | ●     |       |       | ●     |       |       |
| Kárate (13)             |       |       | ●     | ●     |       |       |       |       |       |       |       |
| Lucha (18)              |       |       |       | ●     | ●     | ●     | ●     | ●     | ●     |       |       |
| Natación (40)           |       | ●     | ●     | ●     | ●     | ●     |       |       |       |       |       |
| Natación adaptada       |       |       | ●     | ●     |       |       |       | ●     |       |       |       |
| Petanca (6)             |       |       |       | ●     | ●     | ●     | ●     |       |       |       |       |
| Piragüismo (6)          |       |       | ●     | ●     |       |       |       |       |       |       |       |
| Remo (8)                |       |       |       |       |       |       | ●     | ●     | ●     |       |       |
| Tenis (4)               |       |       |       |       |       |       | ●     | ●     | ●     | ●     | ●     |
| Tenis de mesa (4)       |       |       |       |       |       |       | ●     | ●     | ●     | ●     | ●     |
| Tiro (12)               |       |       | ●     | ●     | ●     | ●     |       |       |       |       |       |
| Tiro con arco (3)       |       |       |       |       |       | ●     | ●     | ●     |       |       |       |
| Vela (5)                |       |       | ●     | ●     | ●     | ●     | ●     | ●     | ●     | ●     |       |
| Voley playa (2)         |       | ●     | ●     | ●     |       |       |       |       |       |       |       |
| Voleibol (2)            | ●     | ●     | ●     | ●     | ●     | ●     | ●     | ●     | ●     | ●     | ●     |
| Waterpolo (1)           |       |       |       |       |       | ●     | ●     | ●     | ●     | ●     | ●     |
|                         | 23.06 | 24.06 | 25.06 | 26.06 | 27.06 | 28.06 | 29.06 | 30.06 | 01.07 | 02.07 | 03.07 |

## Participantes
Fue, hasta la fecha de su celebración, la edición de los Juegos Mediterráneos con una participación femenina más elevada, con un total de 1 080 mujeres, siendo así un tercio del total de participantes.
| País                 | Hombres | Mujeres | Total |
| -------------------- | ------- | ------- | ----- |
| Albania              | 35      | 23      | 58    |
| Argelia              | 84      | 30      | 114   |
| Bosnia y Herzegovina | 41      | 7       | 49    |
| Croacia              | 117     | 83      | 200   |
| Chipre               | 23      | 13      | 36    |
| Egipto               | 113     | 24      | 137   |
| Eslovenia            | 98      | 61      | 159   |
| España               | 289     | 174     | 463   |
| Francia              | 213     | 155     | 368   |
| Grecia               | 207     | 134     | 341   |
| Italia               | 241     | 156     | 397   |
| Líbano               | 16      | 4       | 20    |
| Libia                | 34      | 0       | 34    |
| Malta                | 26      | 3       | 29    |
| Marruecos            | 110     | 32      | 142   |
| Mónaco               | 15      | 1       | 16    |
| San Marino           | 28      | 5       | 33    |
| Serbia y Montenegro  | 108     | 45      | 153   |
| Siria                | 28      | 2       | 30    |
| Túnez                | 99      | 25      | 124   |
| Turquía              | 200     | 100     | 300   |
| Total                | 2126    | 1077    | 3203  |

La representación española, a cuyo frente se encuentra el Consejo Superior de Deportes, dio una especial importancia a los Juegos Mediterráneos, accediendo a la participación de deportistas de máximo nivel en prácticamente todas las modalidades, a excepción del baloncesto. Los resultados en esta competición determinarían las subvenciones venideras a las diferentes federaciones deportivas.

## Medallero
Los tres grandes ganadores fueron los países occidentales europeos: Italia, Francia y España, con más de 150 medallas cada una en todo tipo de pruebas, seguidos de Turquía y Egipto, que ocuparon los puestos cuarto y quinto, respectivamente. Andorra, Líbano y Mónaco fueron los únicos países que no consiguieron ninguna presea.
Por continentes, los conjuntos europeos obtuvieron 704 medallas, los africanos 117 y los asiáticos tan solo 11.
| Núm. | País                | Oro | Plata | Bronce | Total |
| ---- | ------------------- | --- | ----- | ------ | ----- |
| 1    | Italia              | 57  | 40    | 56     | 153   |
| 2    | Francia             | 56  | 51    | 46     | 153   |
| 3    | España              | 45  | 59    | 48     | 152   |
| 4    | Turquía             | 20  | 24    | 29     | 73    |
| 5    | Egipto              | 15  | 10    | 18     | 43    |
| 6    | Grecia              | 13  | 15    | 31     | 59    |
| 7    | Túnez               | 13  | 7     | 15     | 35    |
| 8    | Eslovenia           | 10  | 8     | 17     | 35    |
| 9    | Argelia             | 9   | 5     | 11     | 25    |
| 10   | Serbia y Montenegro | 8   | 9     | 15     | 32    |
| 11   | Croacia             | 5   | 10    | 11     | 26    |
| 12   | Marruecos           | 3   | 6     | 3      | 12    |
| 13   | Siria               | 1   | 5     | 5      | 11    |
| 14   | Chipre              | 1   | 4     | 2      | 7     |
| 15   | Bosnia-Herzegovina  | 1   | 2     | 3      | 6     |
| 16   | Libia               | 1   | 0     | 1      | 2     |
| 17   | Albania             | 0   | 2     | 4      | 6     |
| 18   | San Marino          | 0   | 1     | 0      | 1     |
| 19   | Malta               | 0   | 0     | 1      | 1     |
|      | Total               | 258 | 258   | 316    | 832   |

### Ceremonia de clausura
Al igual que con la apertura, se celebró en el estadio de los Juegos Mediterráneos, el 3 de julio. También fue producida por la Fura dels Baus. David Bisbal ofreció un concierto momentos antes de la clausura de los juegos.

## Imagen de los Juegos

### El logotipo

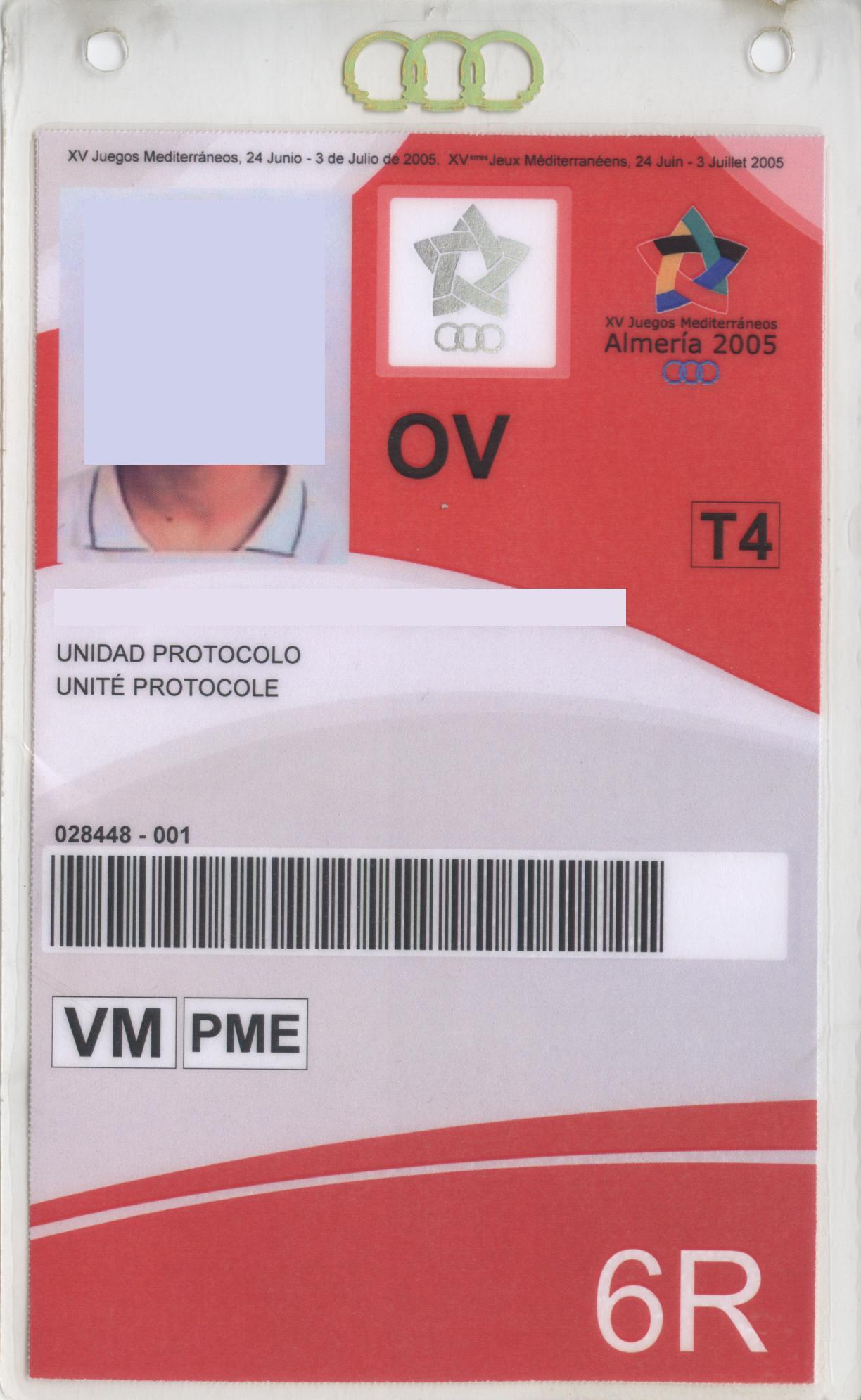
Acreditación de los juegos.

El logotipo de los Juegos consiste en 5 lazos de colores rojo, verde, negro, amarillo y azul entrelazados formando una estrella de 5 puntas. Los lazos representan la unión de los pueblos del Mediterráneo, mientras que la estrella simboliza el galardón al triunfo de los deportistas. Esta imagen fue diseñada por el artista Yves Zimmermann.
Bajo la estrella aparece la grafía "XV Juegos Mediterráneos Almería 2005", y bajo este eslogan los tres aros representativos de los juegos en color azul, difuminados como si se encontrasen semi-sumergidos.

### Voluntariado
Hasta 4 300 personas participaron como voluntarios colaborando en el desarrollo de las diferentes pruebas deportivas.

### La mascota: Indalete

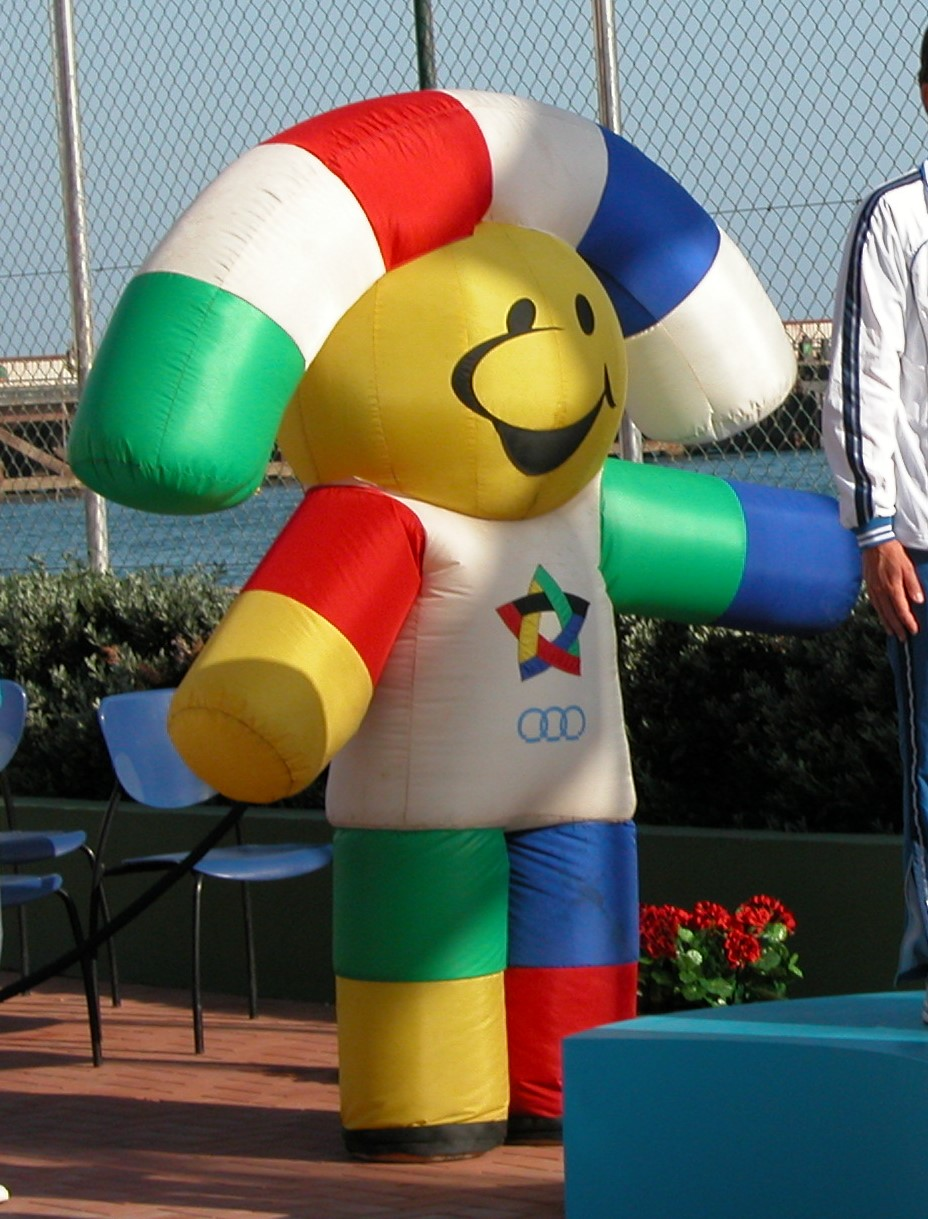
Indalete

La imagen del indalo fue tomada como base para crear la que fue la mascota oficial de los Juegos Mediterráneos de 2005. Por votación escolar se escogió un diseño de entre 25 finalistas de un concurso, siendo elegido uno que se basó en la imagen tradicional del indalo, pero confiriéndole una tercera dimensión, un rostro y bandas de colores azul, verde, amarillo y rojo, diseñado por Antonio Esquivias. Aunque la idea era someter el nombre también a una votación, se prefirió mantener el nombre propuesto por el mismo candidato, Indalete.

### Difusión televisiva
La cobertura televisiva de los juegos fue realizada por RTVE. 
TVE puso a disposición de la cobertura de Almería 2005 un total de nueve Unidades Móviles propias. La 2 de TVE también dedicó parte de su programación a los Juegos Mediterráneos y sobre todo el canal de TVE Teledeporte, que dedicó unas catorce horas al día al seguimiento de los distintos deportes, con transmisiones en directo y diferido y un programa resumen. RTVE desplazó a Almería algo más de trescientas personas y se cubrieron las transmisiones de los siguientes deportes: Atletismo, fútbol, vóley-playa solo finales, waterpolo, baloncesto masculino y femenino, gimnasia rítmica, balonmano masculino, natación, gimnasia artística, judo, voleibol, halterofilia, balonmano femenino solo finales, tenis solo finales, además de las Ceremonias de Apertura y Clausura. 
Hubo un convenio con la Radio y Televisión de Andalucía, RTVA, por el cual este organismo puso tres unidades móviles y dedicaba la programación de Canal 2 Andalucía casi en exclusiva al evento, a través de las señales que recibía de TVE.

### Patrocinios
Varias empresas colaboraron económicamente o prestando sus servicios con la organización del evento, tales como IDEAL, que fue el diario oficial de los Juegos, Michelin, Nacex o Renault.

## Deportes
| - Atletismo - Atletismo adaptado - Baloncesto - Balonmano - Boxeo - Ciclismo - Esgrima - Fútbol - Gimnasia artística - Gimnasia rítmica | - Golf - Halterofilia - Hípica - Judo - Karate - Lucha - Natación - Natación adaptada - Petanca - Piragüismo | - Remo - Tenis - Tenis de mesa - Tiro - Tiro con arco - Vela - Voleibol - Vóley Playa - Waterpolo |

| Predecesor: Túnez 2001 | XV Juegos Mediterráneos 2005 | Sucesor: Pescara 2009 |

## Repercusiones

### Afluencia de público
Durante la celebración de los Juegos Mediterráneos se vendieron un total de 135 594 entradas para espectadores, sumando todos los eventos y fechas, y destacando el fútbol y el atletismo como los deportes con más seguidores en vivo. Este total es destacable en la comparación con otras ediciones de los Juegos Mediterráneos teniendo en cuenta el tamaño de la población donde se celebraron Para la ceremonia de inauguración se colgó el cartel de completo cuatro semanas antes de la celebración, poniéndose el resto de entradas para las competiciones a la venta el 30 de mayo.

### Turismo
En previsión de la llegada masiva de turistas en calidad de espectadores, familiares de deportistas, personalidades públicas, prensa y demás, se produjo una fuerte inversión en la planta hotelera de la zona, que empezaba a envejecer y deteriorarse. En los 31 hoteles de las localidades que fueron sedes, se contabilizaron más de 31 000 pernoctaciones, suponiendo una ocupación media del 90 % y con una estancia media de ocho noches.

### Legado
La celebración de los Juegos Mediterráneos de 2005 en suelo español fue tomado como un escaparate publicitario en apoyo a la candidatura de Madrid a los Juegos Olímpicos de 2012, aunque el proyecto fracasó posteriormente.

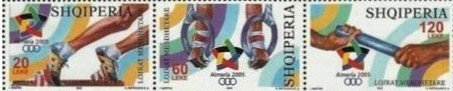
Sellos albaneses de los Juegos Mediterráneos de Almería 2005

La Fábrica Nacional de Moneda y Timbre diseñó e imprimió una tirada de un millón de unidades de un nuevo sello en conmemoración de la celebración de estos Juegos, con un fondo azul sobre el que se muestra la estrella de cinco puntas usada como logotipo del evento, y con un valor postal de 0,78€. Asimismo, Lotería Nacional de España emitió un décimo conmemorativo a un año vista de los juegos, el 17 de julio de 2004, celebrándose el sorteo en Almería. Sorteos de la ONCE también emitió un igual conmemorativo el 11 de febrero de 2005.
Cuatro años después de la clausura se creó la Fundación de los Juegos Mediterráneos Almería 2005, encargada de preservar todo el patrimonio cultural generado alrededor del evento: publicidad, documentos, trofeos, imágenes, medallas, etc. Se creó una pequeña sala de exposiciones en la Universidad de Almería con diferentes piezas, donde además se encontraría su sede. En el año 2015 se procede al traslado del centro al Palacio de los Juegos Mediterráneos para disponer de unas instalaciones más adecuadas para poder desarrollar la actividad. Ese mismo año, el Ayuntamiento de Almería celebra un convenio con el fotógrafo oficial de los Juegos Mediterráneos para la cesión de 16.000 fotografías relacionadas con el evento deportivo realizadas a lo largo de dos años y medio. Con esto se buscó la creación de un banco de imágenes para permitir una investigación más a fondo de los Juegos.